# Cozad
Cozad è una città degli Stati Uniti d'America, situata in Nebraska, nella contea di Dawson.